# Petar Mišković
Petar Mišković (eng. Peter Miscovich) (Imotica, Hrvatska, 1885. − SAD, 1950.), bio je hrvatsko-američki izumitelj i hidrauličar. Poznat je kao izumitelj parne perilice rublja i unaprijeđene parne kupelji. Nema dvojbe o njegovom hrvatskom podrijetlu. Smatra se zapravo hrvatskim izumiteljem koji je samo živio u SAD-u.
Petar Mišković rođen je 1885. godine, u Imotici, u Hrvatskoj koja je tada bila u sklopu Austro-Ugarske Monarhije. Prije nego što je odselio u SAD, dok je još bio dijete, i uzgajao duhan, krumpire i druge proizvode sa svojom obitelji. Ime mu je bilo Pero Mišković sve do dolaska u Ameriku, na otok Ellis, New York, 25. svibnja 1903. godine kada ga je promijenio u Peter Miscovich. Isplovio je do New Yorka iz Le Havrea, u Francuskoj, tjedan prije dolaska. U New Yorku je živio samo nekoliko mjeseci pa se preselio zbog rudarstva. Prvo je otišao u Montanu, pa u Kaliforniju i na kraju na Aljasku. Sa svojom ženom Stanom imao je sedmero djece: Georgea, Evu, Johna, Annie, Olgu, Howarda i Andrewa. Sin John nastavio je stvarati očevim izumiteljskim putem.

### Prema Charles C. Hawleyu, Johnu i Andrewu Miškoviću
Petar Mišković rođen je 1885. godine u Imotici, gdje je živio od onoga što je uzgajao (krumpir i kupus). Petar i većina njegovih srodnika nisu imali službeno obrazovanje. Iako su ga seoske starješine pokušale obeshrabriti, Petar je uvidio da Amerika nudi mnogo više i odlučio je emigrirati. Sam je došao na otok Ellis, New York, u dobi od osamnaest godina, 25. svibnja 1903. godine. Otplovio je iz Le Havrea u Francuskoj na brodu La Gascone, tjedan dana ili još prije dolaska na američko tlo. Petar je samo par mjeseci bio u New Yorku prije odlaska na zapad, počinjući šegrtovanje rudarenja koje je trajalo gotovo šest godina. Prvo u Butteu u Montani i kasnije u Angels Campu u Kaliforniji. Odlučio je da njegovo podzemno rudarstvo zlata i bakra nije dobro za zdravlje pa se preselio u rudnike ugljena u Wilkensenu, Washingtonu gdje su i drugi Hrvati radili. Nažalost našao je rude ugljena koje su bile lošije za njegovo zdravlje od ruda metala. Petar je postao obeshrabren njegovom novom zanimacijom, ali vijesti o Aljaskoj zlatnoj groznici predstavljene u tacomskim novinama povećale su Petrov entuzijazam. Kada je Petar čuo za stampedo u Iditarodu 1910. godine uzeo je svoju zadnju plaću iz rudnika ugljena, otišao u Seattle i kupio kartu za St. Michael na ušću rijeke Yukon. Putovao je od St. Michaela do Iditaroda, žurnom zajednicom s nedostatkom rada. Petar je zarađivao rezanjem drva za 6$ po sajli. Ubrzo je dobio posao nadzornika tramvaja na putu od sedam milja koji je povezivao Iditarod s rudarskim gradom Flatom. Posao je dao priliku Petru da nađe mjesto za iskopavanje i našao ga je, u blizini John Beatonova pronalaska. U Flatu se upoznao s Johnom i Mary Bagoj, također Hrvatima. John je imao sestru, Stanu, koja je bila u selu Čilipima koju je privlačio dolazak na Aljasku. Petar joj je kupio kartu i došla je parobrodom u Flat uzvodno rijekom Yukon u jesen 1912. Nakon svega Petar nije imao račun u banci. Petar i Stana vjenčali su se 24. prosinca 1912. u Iditarodu. Petrov prvi sin, George, rođen je u Flatu u travnju 1915. godine. Nakon Georgea po redu su se rađali Eva, John, Annie, Olga, Howard i Andrew. Petar je bio poznat po svojim zapamćenim hidrauličkim pokusima. Kako je Stana inzistirala, pokusi su trebali biti korisni pa joj je Petar napravio parnu perilicu rublja. Kotao u blizini stvarao je paru za kupelj koja je bila iznajmljena zajednici Saturday Nightsa. Uz mnoge druge hidrauličke izume i eksperimente ovi su ostali zapamćeni jer su funkcionirali kao u drugim djelovima Amerike, možda čak i bolje, ali nisu popularizirani. S vremenom, prihodi od parne kupelji i perilice za rublje perući odjeću rudarima bili su glavni izvor novca za obitelj Mišković. Prema 1920. kružile su glasine da se Guggenheimi koji su vadili mulj iz Flat Potoka približavaju okrugu Iditaroda. Petar je pristupio dobrom prijatelju, predstavniku Guggenheima, Capu Osbornu i rezervirao zemljište Guggenheima s dobrim najmom. Također je čuo za još bolje zemljište u blizini zajednice Flata, gdje je planirao hidrauličke pokuse i radnje te je s iznajmljenim jarkom Davida Strandberga dobro zaradio. U zimu 1923. Petrov dogovor s Guggenheimima je završio. U Flatu, većina radnji, primjerice bageri, iskopavali su rude takozvanim hidrauličkim liftovima. Ti liftovi, ponekad zvani i dizala šljunka radili su na temelju Bernoullijeva principa: pritisak u krećućoj tekućini smanjuje se usporedno s brzinom. Suženje u liftu, samo iznad čvrste hidrauličke cijevi, povećava brzinu i smanjuje pritisak koji je utjecao kao vakuum na vodu koja ulazi u rudnik šljunka i okomito podiže 6 do 9 matara do brane. Zemlja u Flatu (flat-eng. ravno) je, ravna pa su liftovi trebali biti visoki i otpaci su tekli daleko pod malim kutom.

## Izumi i način rada
Najpoznatiji Petrovi izumi su:
- Parna perilica rublja - pokreće je para, služi za pranje odjeće. Izumio ju je prilagodivši tada ručnu perilicu kojom je njegova žena prala odjeću njihovim radnicima. Parna je perilica rublja možda funkcionirala nešto bolje od onih koji su već postojale, ali treba reći da su u Americi u to vrijeme postojale i električne perilice.
- Modernizirana parna kupelj - cijevi dovode paru iz kotla, služi za parno kupanje. Ovo je Petru bio, kao i perilica, dodatni izvor zarade.
- Hidraulički liftovi/dizala šljunka - rade na temelju Bernoullijeva principa, podiže 6 do 9 metara do brane. Ove liftove se nekad i nazivalo Miscovich-lift.
- Zanimljivo je da je Pero u Aljasku donio prvi bager i prvi dizel traktor.[2]

## Obitelj
Petar Mišković dolazi iz roda Mišković, od oca Đura i majke Ivane Grljević. Imao je 4 brata i 3 sestre. Njegova dva brata - Andro i Đure su također odselili u SAD.

## Vanjske poveznice
- (engl.) Sharon Bushell, intervju: John Miscovich, My father, Peter Miscovich, came to the U.S. from Croatia in 1903, Alaskana, 3. studenoga, 2002., croatia.org